# Pelješac

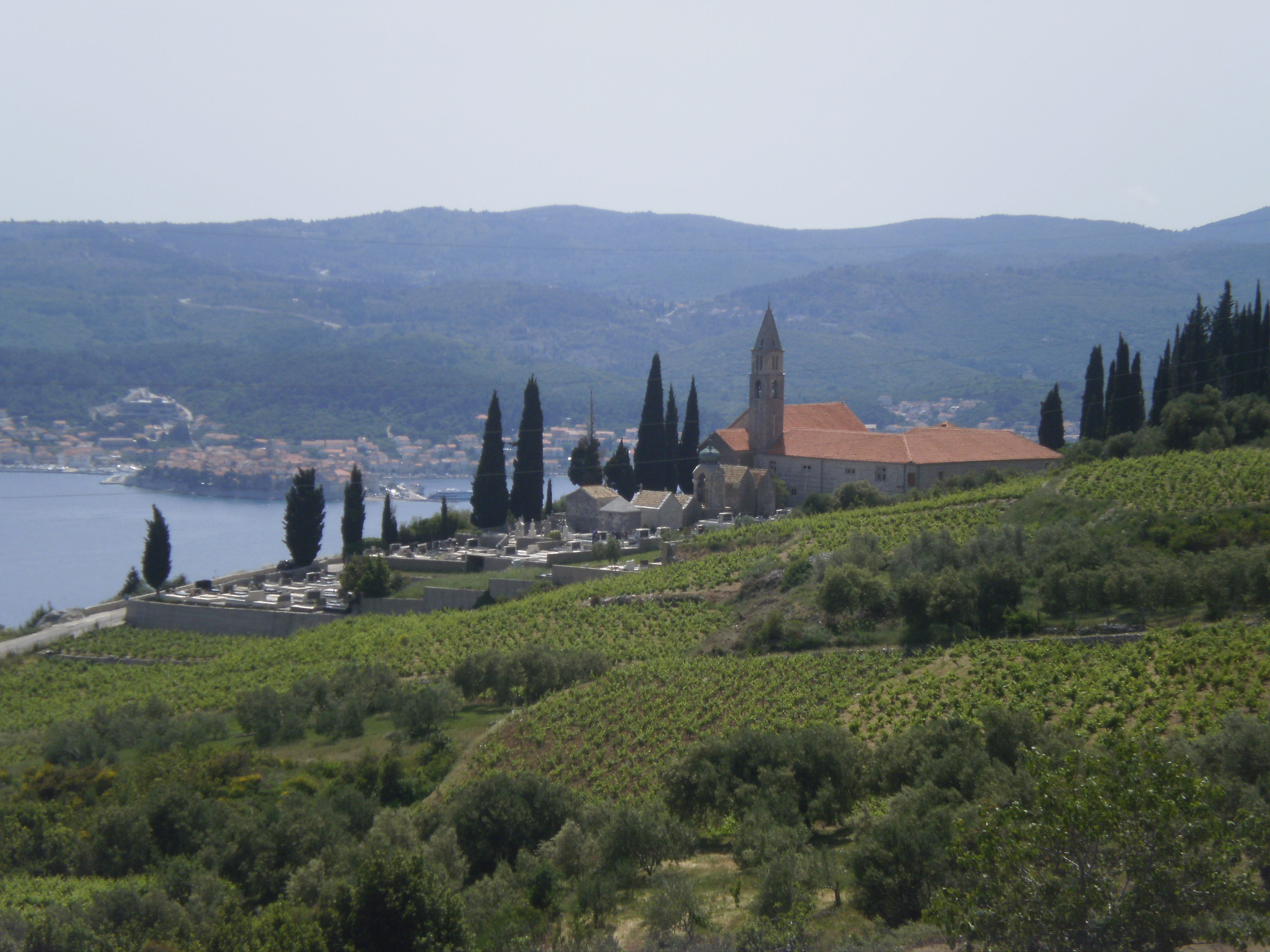
Landskapsbild som visar vinodlingar. I bakgrunden ett kloster.

Pelješac (lokal kroatisk dialekt: Pelišac, italienska: Sabbioncello) är en halvö i landskapet Dalmatien i södra Kroatien. Pelješac är med en yta på 358 km² Kroatiens näststörsta halvö och hör till landets sydligaste län, Dubrovnik-Neretvas län. Pelješac har 7 789 invånare (2011) och dess största ort är Orebić.

## Demografi
På halvön finns fyra kommuner. Enligt folkräkningen 2011 är befolkningen fördelad enligt följande:
- Janjina - 551 invånare
- Ston - 2 410 invånare
- Trpanj - 727 invånare
- Orebić - 4 101 invånare

## Transporter och kommunikationer

### Sjöfart
Mellan Orebić och Korčula på ön med samma namn finns färjeförbindelse.

## Näringsliv
På Pelješac finns vinodlingar och vinet Dingač kommer från halvön. Vid Ston utvinns salt och här finns även ostron- och musselodlingar. Även turistnäringen utgör viktig del av halvöns ekonomi där Stons murar är en av de främsta turistattraktionerna.

### Fotnoter
1. 1 2  ”Census of Population, Households and Dwellings 2011, First Results by Settlements” (på engelska och kroatiska) ( PDF). Kroatiska statistiska centralbyrån. Arkiverad från originalet den 19 augusti 2014. https://web.archive.org/web/20140819030849/http://www.dzs.hr/Hrv_Eng/publication/2011/SI-1441.pdf. Läst 26 oktober 2013.